# Bobby Păunescu
Bobby Păunescu (George Marius Păunescu) (n. 8 septembrie 1974 București) este un regizor, producător, scenarist și om de afaceri român.

## Biografie
S-a născut în București, iar de la vârsta de un an s-a mutat cu familia în Italia, la Milano, unde a rămas până la vârsta de 10 ani.
A terminat Facultatea de International Management în Elveția în 1998. În 2007 a urmat un curs intensiv de film la Universty of Southern California - School of Cinematic Arts. La USC scrie și regizează primul scurt metraj - Dear D (rolul principal Monica Bîrlădeanu). În 2007 scrie și regizează primul lui film de lung metraj, "Francesca". Filmul este produs de Mandragora, casa de producție de film ce a fost fondată de Cristi Puiu și Bobby Păunescu. Filmul "Francesca" a avut premiera în deschiderea secțiunii Orizzonti a Festivalului de film de la Veneția din 2009. Filmul "Francesca" a fost selecționat la mai multe festivaluri de film internaționale, printre care East End London Film Festival (unde a primit premiul pentru cel mai bun debut), Gijon International Film Festival Spania (unde a primit premiul FIPRESCI), Silk Road International Film Festival, Turcia (unde a primit premiul pentru cel mai bun regizor, cea mai bună actriță și premiul criticii din Turcia). Filmul a mai participat și la festivalurile internaționale de film din: Buenos Aires BAIFICI, Reykjavik, Bergen și Wiesbaden.

## Producător
Bobby Păunescu fondează împreună cu Anca și Cristi Puiu casa de producție Mandragora.
Mandragora a produs : Moartea domnului Lăzărescu 2005, (câștigător Un certain regard la festivalul de film de la Cannes 2005 precum și alte 45 de premii internaționale, filmul este considerat întemeietorul valului românesc de film).
În 2008 a produs filmul de scurt metraj Megatron (regizor Marian Crișan), film ce a câștigat Palme d'Or pentru scurt metraj.
În 2009, Bobby Păunescu a produs filmul Aurora, regizat de Cristi Puiu.
Aurora a avut premiera la Festivalul de film de la Cannes 2010.
Tot în 2009 a produs si filmul Morgan al regizorului Marian Crișan.
În același an, 2009, Bobby Păunescu împreună cu Cristi Puiu au produs filmul Francesca, film ce a avut premiera la Festivalul de Film de la Veneția în 2009.
În anul 2012 a produs filmul Diaz: Don't Clean Up This Blood

### Filmografie
Producător sau coproducător:
- 2003: Viața în direct (serial TV)
- 2005: Moartea domnului Lăzărescu
- 2006: Lombarzilor 8
- 2009: Francesca (de asemenea și regizor) [4]
- 2010: Stopover
- 2010: Aurora
- 2012: După dealuri
- 2012: Diaz: Don't Clean Up This Blood
- 2013: Closer to the Moon

## Om de afaceri
În 2007, revista Capital anunța apariția unui nou miliardar român. Era vorba de Bobby Păunescu, care, prin investițiile imobiliare din țară și de peste hotare, devenise posesorul unei averi estimate la 1,6 miliarde dolari, înainte de criză. El este și moștenitorul unui imperiu financiar ale cărui baze au fost puse de tatăl său, George Constantin Păunescu.
Un comunicat de presă al trustului Ringier, din 11 februarie 2010, anunța că Ringier România și Bobby Păunescu au ajuns la un acord în vederea transferării proprietății cotidianului Evenimentul zilei și a revistei Capital către nou înființata companie "Editura Evenimentul și Capital", al cărei acționar majoritar este Bobby Păunescu. Claudiu Șerban, care deținuse până la data tranzacției funcția de Director General Adjunct, a fost numit Director General al “Editurii Evenimentul și Capital”.
În prezent, Bobby Păunescu este și un cunoscut om de presă din România. Este proprietarul ziarelor Evenimentul zilei, Capital, Curierul Național, Gazeta de sud, Gazeta de Olt
precum și a televiziunii B1TV.
În martie 2012, Bobby Păunescu a înființat Solar Pictures, o casă de producție aflată în Statele Unite ale Americii.